# 10286 Shnollia
10286 Shnollia è un asteroide della fascia principale. Scoperto nel 1982, presenta un'orbita caratterizzata da un semiasse maggiore pari a 2,3907585 UA e da un'eccentricità di 0,1287276, inclinata di 6,93356° rispetto all'eclittica.
L'asteroide è dedicato a Simon Elievich Shnoll, biofisico e biochimico russo.